# Cinzia Lenzi
Cinzia Lenzi (Quarrata, 24 settembre 1964) è un'annunciatrice televisiva ed ex modella italiana eletta Miss Italia 1980.

## Biografia
Nel 1979 vinse, a 15 anni, il concorso fotografico di Miss Eleganza Toscana. Nel 1980, all'età di 16 anni, vinse il concorso nazionale di Miss Italia. L'anno seguente la Lenzi esordì nello sceneggiato La felicità e in seguito lavorò come modella professionista per la Fashion Models di Milano. Il 12 settembre 1983 entrò in televisione, scelta dal regista Davide Rampello, come nuova annunciatrice televisiva dei programmi di Rete 4, emittente all'epoca di proprietà di Mondadori, in sostituzione di Patricia Pilchard, coprendo tale ruolo fino al 1º luglio 1990 alternandosi con la collega Alessandra Buzzi.
Nel 1985 ha affiancato Beppe Dossena nella conduzione di Caccia al 13 su Rete 4. Nelle stagioni 1985/86 e 1986/87 ha condotto inoltre Retequattro per voi, una trasmissione, in onda la domenica, che mostrava anteprime e curiosità relative ai programmi trasmessi nella settimana entrante, oltre che interviste da parte della stessa Lenzi ai personaggi relativi ai programmi in questione; la trasmissione comprendeva i promo dei programmi, realizzati con la voce dello speaker di rete Sergio Grasso.
Nel 1987 ha fatto parte del cast di SandraRaimondo Show come valletta della versione vip di Zig Zag. Ha affiancato per varie edizioni Gerry Scotti in Simpaticissima ed Ezio Greggio in Qua la zampa. Nel 1990 ha condotto la rubrica di moda Il girasole all'interno del programma Block notes su Canale 5 e successivamente lasciò definitivamente la televisione; il suo posto di annunciatrice di Rete 4 venne preso da Emanuela Folliero. 
Il 25 dicembre 1997 è una delle mamme vip di una puntata di Canzoni sotto l'albero condotta da Rita Dalla Chiesa, mentre nell'estate del 2003 fa parte della giuria del programma Velone, condotto da Teo Mammucari, per eleggere la nuova annunciatrice di Canale 5. Nel 2005 è stata intervistata all'interno del programma Verissimo, su Canale 5. Il 13 novembre 2009 è stata ospite di I migliori anni, su Rai 1. Il 18 giugno 2017 è stata concorrente a Caduta libera su Canale 5. 

### Vita privata
Dal 1985 è sposata con l'imprenditore tessile di Prato Gianmarco Fiaschi e ha due figli, Ginevra e Manfredi.